# Curzon Street
Curzon Street est une rue de la ville de Londres. Elle est située dans la cité de Westminster, dans le quartier de Mayfair. 

## Situation et accès
Curzon Street s'étend de Park Lane à Fitzmaurice Place. Orientée est-ouest, elle est longue d’environ 550 m. 
Les stations de métro les plus proches sont Green Park et   Hyde Park Corner, toutes les deux desservies par la ligne  Piccadilly.

## Origine du nom
La rue doit son nom au propriétaire du terrain sur lequel elle est aménagée au début du XVIIIe siècle, sir Nathaniel Curzon.

## Historique
- La rue est aménagée au début du XVIIIe siècle. C’est à cet endroit que se tenait la foire annuelle ayant donné son nom au quartier, May Fair[2].
- En 1906, la presse anglaise signale « le nombre considérable de maisons à vendre et à louer dans le West End » et donne en exemple le cas de Curzon Street où, sur 52 maisons, 10 sont à louer[3].

## Bâtiments remarquables et lieux de mémoire

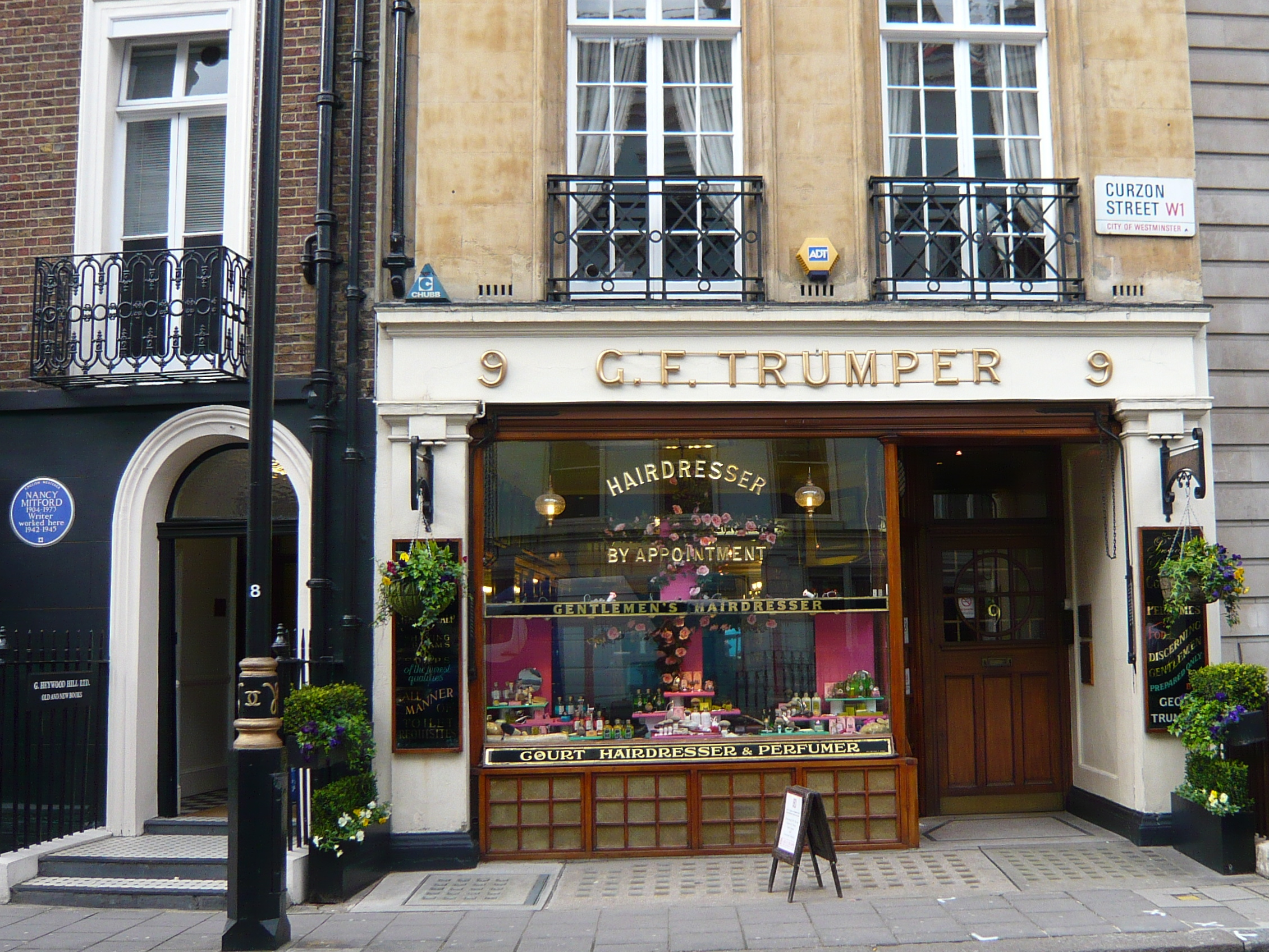
No 9 : salon de coiffure.

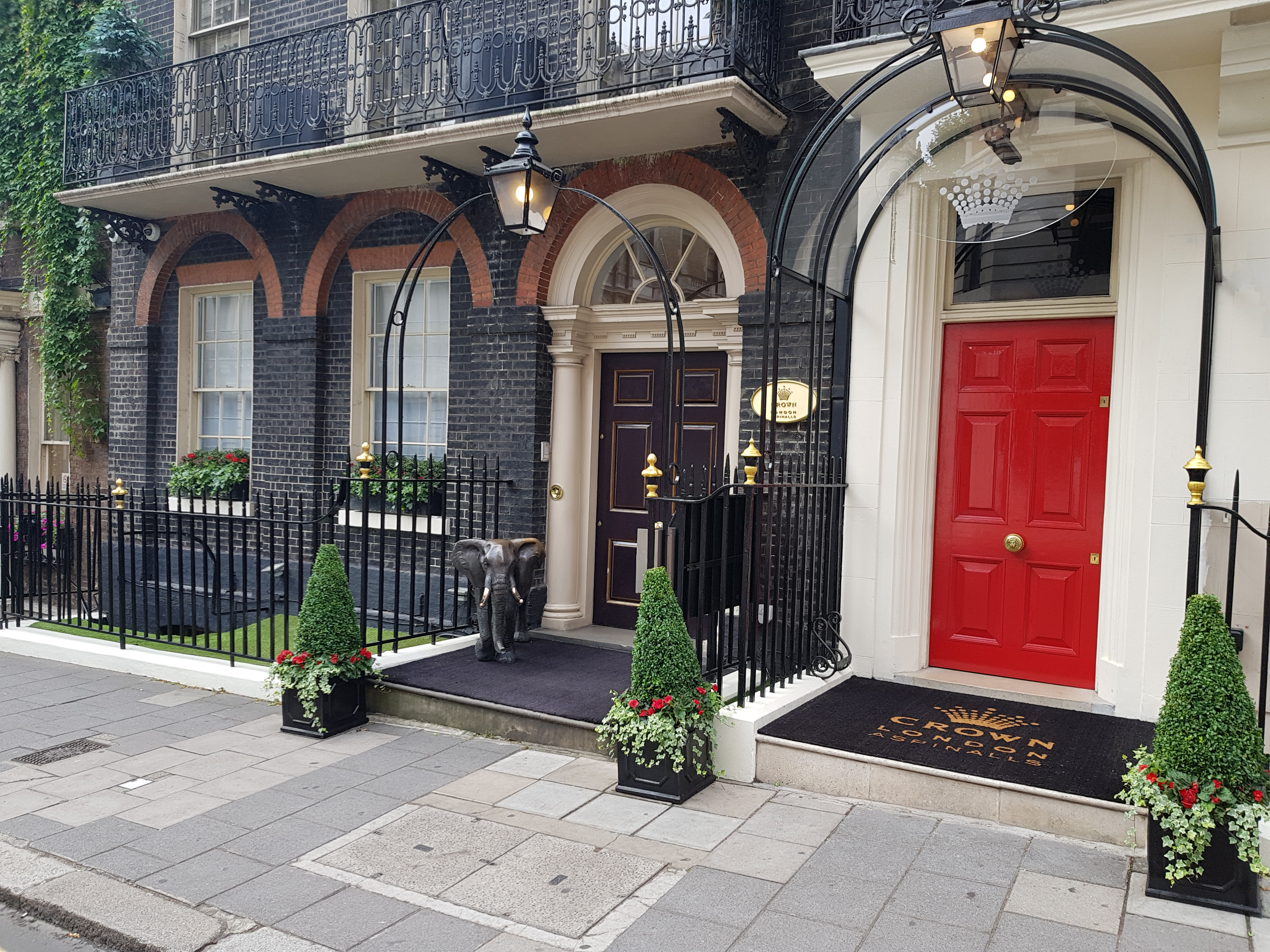
Nos 27-28 : cercle de jeu « Crown London Aspinalls ».

- Sunderland House[4], construite par le milliardaire W.K. Vanderbilt pour un coût de plus de 500 000 livres sterlings ; il en fait cadeau à sa fille Consuelo pour son mariage avec le duc de Malborough en 1895[5] ; en 1929, le gouvernement soviétique envisage l’achat de Sunderland House pour y installer son ambassade[6].
- No 9 : salon de coiffure.
- No 10 : comme le signale une plaque commémorative en façade, la romancière Nancy Mitford (1904-1973) a travaillé à cette adresse en 1942-1945.
- No 15 : Crewe House (1730), construite par Edward Shepherd, bâtiment classé de grade II[7].
- No 19 : l’homme d’État et écrivain Benjamin Disraeli (1804-1881) est décédé ici, comme le signale une plaque commémorative en façade.
- No 30 : bâtiment de 1771-1772, décoré à l’origine par Robert Adam[2].
- No 38 : Curzon Cinema (1963)[2].

### Bâtiment démoli
- Mayfair Chapel (1730-1899).

## Dans la littérature
- (en) The Bookshop at 10 Curzon Street, Letters between Nancy Mitford and Heywood Hill 1952-73, Paperback Edition, 2005  (ISBN 978-0711225664).
- Un des personnages d’Oscar Wilde dans Le Portrait de Dorian Gray, lord Henry Wotton, habite dans Curzon Street[8].
- Lady Clementia Beauchamp, dans Le Crime de Lord Arthur Savile d’Oscar Wilde, habite Curzon Street.